# ساناره (ونزوئلا)
ساناره (به اسپانیایی: Sanare) یک شهر در ونزوئلا است که در Andrés Eloy Blanco واقع شده‌است. ساناره ۴۸٬۷۶۴ نفر جمعیت دارد و ۱٬۳۵۴ متر بالاتر از سطح دریا واقع شده‌است.